# 人民武装部
人民武装部（简称人武部）是中华人民共和国在县、乡兩級行政區以及其他大型组织如國有企业、学校中设立的军事部门，现在负责征兵和當地民兵的領導，還管理各地輕武器倉庫。边境县份的人民武装部还可能会领导边防营、边防连等现役中国人民解放军分队。人民武裝部具有濃厚的後備戰時動員性質，戰時分布在各地、各組織、各機構中的人民武裝部會就地成為戰爭動員的聯繫和指揮點。县级人民武装部亦是地方行政的六大班子之一。

## 概況

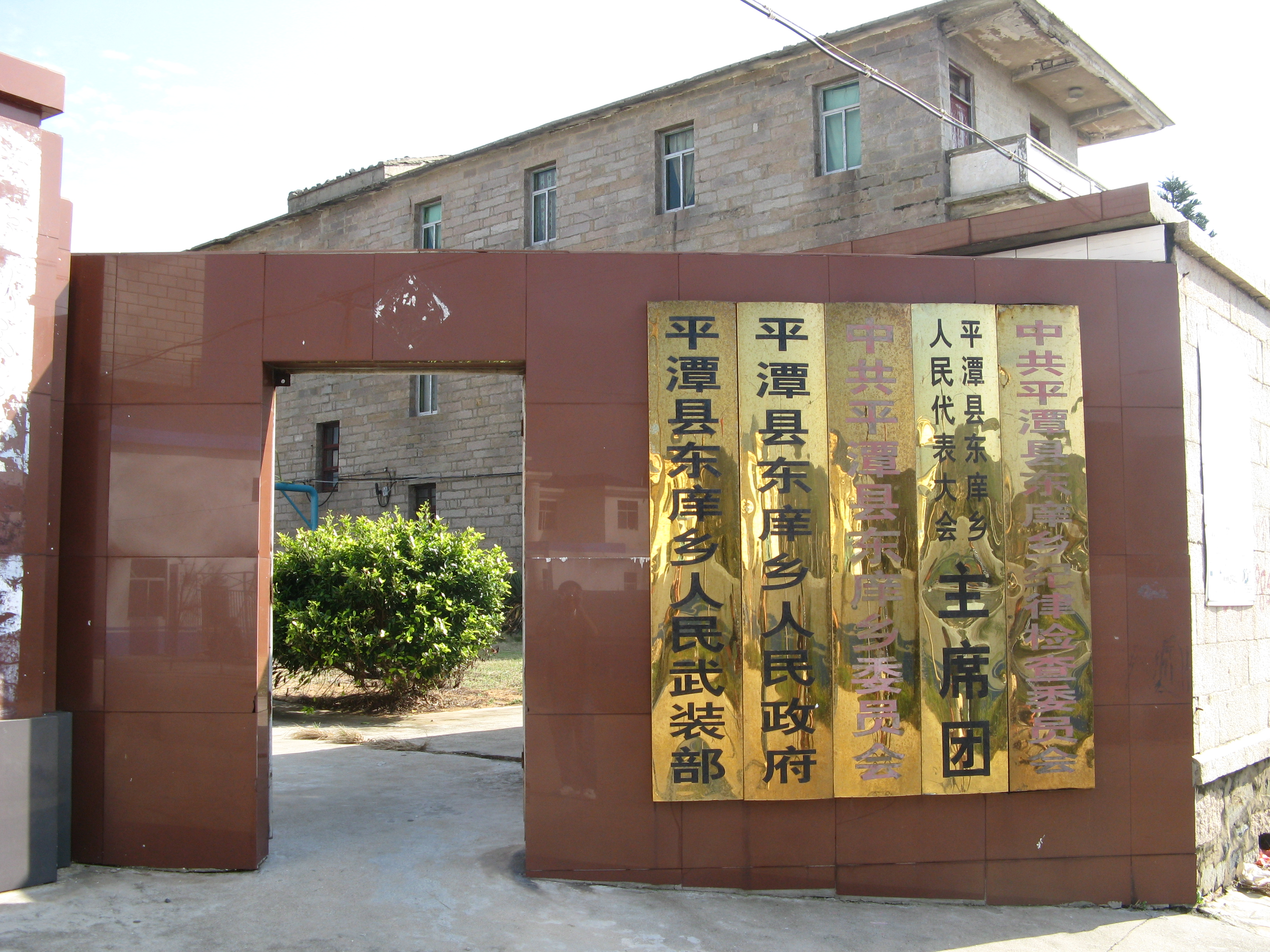
平潭综合实验区下的东庠乡人武部

人民武装部可分为军队现役与地方“专武”两种。1954年曾改称兵役局，1958年後改回称人民武装部。其中县、区、县级市、新疆生产建设兵团各师的人民武装部由解放军现役干部、战士编成的正团级单位，履行县级人民武装部的职权。一般下辖军事科、政工科、后勤科，均为营级。设人武部部长、政委等职，军政主官中在职早的一人入地方同级党委为常委。乡、镇、街道、新疆生产建设兵团各团场、以及各企事业单位包括公司、厂矿、学校、机关、农场等等，设立的人民武装部由专职人民武装干部组成，为非现役、地方人员编制。
各级人民武装部接受地方党委（或企业/事业单位党委）与上级军事机构（军分区、卫戍区、警备区、上级人武部等）的双重领导。根据“党管武装”原则，人武部是同级地方党委（或企事业单位党委）的军事机关。
目前，县区人武部管辖下的民兵武器仓库，不由现役士兵看守，而由雇佣的合同制职工专人看守。民兵武器集中、统一存放于县区人武部的民兵武器仓库中。

## 生产连
目前，新疆、西藏的一些县级人武部也有下辖解放军现役官兵组成的一些生产连。

## 外部連結
- 乡镇人民武装部工作制度 （页面存档备份，存于）